# Giorgio Tinazzi (calciatore)
Giorgio Tinazzi (Milano, 21 giugno 1934 – Alessandria, 18 febbraio 2016) è stato un calciatore italiano, di ruolo centrocampista.

## Carriera
Ha esordito in Serie A con la maglia dell'Inter il 1º maggio 1955 in Inter-Catania (3-0).